# Tretåiga sengångare
Tretåiga sengångare (Bradypodidae) är en familj med håriga trögdjur som bara omfattar släktet Bradypus. Även om släktet liknar de något större och snabbare tvåtåiga sengångarna, så är de båda släktena inte särskilt närbesläktade. Tretåiga sengångare är väldigt långsamma och når en topphastighet på cirka 0,25 km/h.

## Utbredning
Tretåiga sengångare lever på den amerikanska kontinenten, utbredningsområdet sträcker sig från Centralamerika (Honduras) till Sydamerika. De saknas däremot i Anderna, i regionen Llanos längs Orinocos strandlinje och i de allra sydligaste zonerna av kontinenten.

## Utseende

### Kroppsbyggnad
Arterna når en kroppslängd mellan 41 och 70 centimeter och en vikt av 2,3 till 6,2 kilogram. På så sätt är de lite mindre än tvåtåiga sengångare. Extremiteterna år långa och kraftiga och har vid varje fot tre tår som är utrustade med skarpa klor. De främre extremiteterna är betydligt längre än de bakre. I motsats till tvåtåiga sengångare, som saknar svans, har tretåiga sengångare en kort svans av 2 till 9 cm längd. Ett annat särdrag är antalet halskotor. Medan de flesta däggdjuren har sju halskotor (tvåtåiga sengångare har 6 eller 7) finns hos tretåiga sengångare åtta eller nio halskotor. Detta förbättrar arternas förmåga att vrida på huvudet och ger det en rörlighet på upp till 270 grader. På så sätt når de fler blad utan att röra på övriga kroppsdelar.

### Päls
Kroppen täcks av en tät päls som består av en kort samt mjuk underpäls och tjocka täckhår. Håren delar sig i en bena mitt på buken, en anpassning som gör att vatten lättare rinner av kroppen när djuret hänger med ryggen nedåt. Pälsen har vanligen en gråbrun färg men på grund av alger och cyanobakterier tycks pälsen vara grönaktig. Den gröna färgen utgör även ett bra kamouflage. Hannar kännetecknas av en gul eller orange fläck på ryggen. I pälsen bor ofta ett flertal insekter och hos vissa individer räknades över tusen skalbaggar i pälsen. Några fjärilar (till exempel Cryptoses choloepi och Bradipodicola hahneli) har inriktat sitt liv på tretåiga sengångare. När sengångaren klättrar ner till marken lämnar fjärilen sina ägg i sengångarens exkrementer. Efter att metamorfosen är avslutad letar de nyfödda fjärilar efter andra sengångare som potentiell värd.

### Ansiktet och tänder
Tretåiga sengångare har ett runt huvud och nosen höjer sig bara lite från ansiktets övriga delar. Ögonen samt öronen är små och de senare är gömda i pälsen. Dessa djur saknar fram- och hörntänder. Det finns 18 kindtänder, 5 i varje sida av överkäken och 4 i varje sida av underkäken. De tänder som ligger närmare mitten är mindre. Tänderna liknar stift och växer hela livet.

## Ekologi
Deras ekologi kännetecknas av att de främst hänger med huvudet neråt och att de har näringsfattig föda, vilket kräver energisparande rörelser.

### Habitat och rörelse
Tretåiga sengångare lever uteslutande i tropisk regnskog där de nästan hela livet vistas hängande i träd. I denna position äter och sover de och även parning och födelse sker hängande. De griper så fast med sina tår runt grenar att de till och med en kort tid efter döden förblir i träden. De rör sig mycket långsamt framåt. De kommer bara ner till marken för att avsöndra urin och avföring eller för att byta träd. På grund av den låga ämnesomsättningen sker detta kanske bara någon gång per en eller två veckor. Även byte av träd sker mindre ofta än hos tvåtåiga sengångare. På marken kryper de något klumpigt på sina underarmar och på sulan av de bakre fötterna. Hastigheten på marken är bara 2,5 meter per minut. Däremot har de bra simförmåga.

### Socialt beteende och aktivitet
Tretåiga sengångare lever ensamma och de undviker kontakt med varandra (undantaget är parningstiden). Varje individ har ett cirka två hektar stort revir som markeras med kroppsvätskor och avfallshögar 
men dessa revir överlappar varandra. I naturen finns ofta 6 till 7 individer per hektar. I motsats till tvåtåiga sengångare, som huvudsakligen är aktiva på natten, finns inga särskilda aktivitetstider för tretåiga sengångare. De sover mycket ofta och kan däremellan ha vakentid på alla tider på dygnet.

### Föda och ämnesomsättning

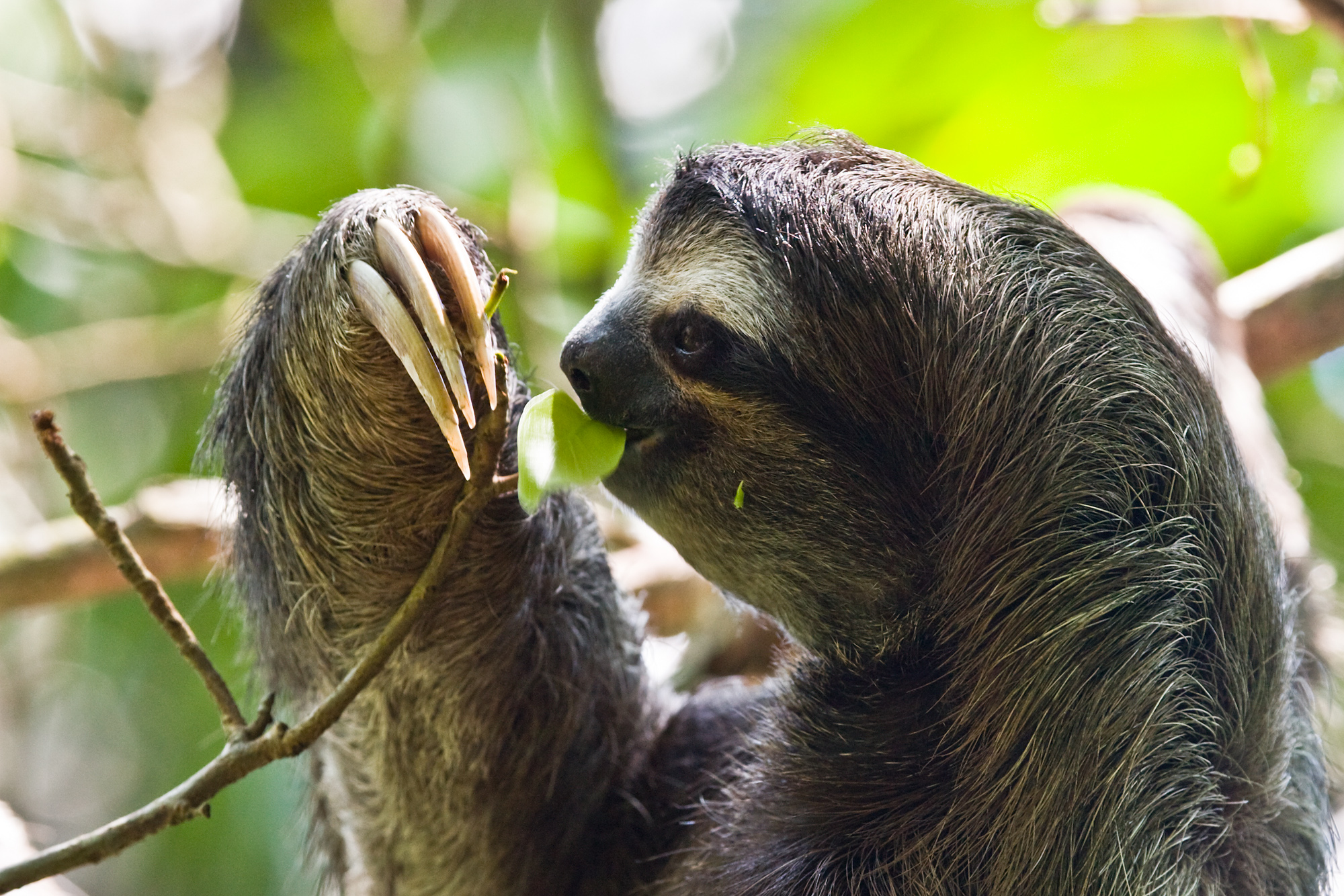
Tretåig sengångare som äter

Arternas föda utgörs nästan uteslutande av blad, ibland äter de även knoppar och tunna kvistar. Tretåiga sengångare föredrar blad av släktet Cecropia (kallas ibland trumpetträd eller imbauba). Deras magsäck är stor och komplext uppbyggd. Den består av tre förvaringssäckar som inte är helt avgränsade från varandra samt en huvudsäck. Bakterier som lever i symbios med sengångarna i deras mage hjälper vid ämnesomsättningen av bladmassan.
Trots allt är deras metabolism 40 till 45 % lägre än hos andra däggdjur av samma storlek. Då tretåiga sengångare har mindre nytta av födan utgör deras muskelmassa bara 25 till 30 % av hela kroppsvikten. De har även en låg och mer variabel kroppstemperatur än andra däggdjur. Temperaturen ligger vid 34 grader Celsius och sjunker ännu lägre när de sover. För att motverka denna brist solbadar de ofta på samma sätt som kräldjur. Tretåiga sengångare har långa vilotider. Individer i fångenskap sover cirka 19 timmar per dag, vilket är lite längre än tvåtåiga sengångare. Enligt studier om vilt levande individer sover de bara 9,6 timmar om dagen – betydligt mindre än det antogs tidigare. 
Samma fenomen finns även hos andra bladätande däggdjur, till exempel hos koalan.
Tretåiga sengångare tömmer tarmen bara med en eller två veckors mellanrum. Då klättrar de ner till marken och skapar med svansen en fördjupning där de lämnar sin avföring. Denna sysselsättning tar ibland två timmar. Det är inte utrett varför de handlar på detta sätt. Enligt en teori tillför de trädet gödsel, då trädet på så sätt får bättre levnadsförhållanden och sengångarna kan leva längre på samma träd.

### Beteende mot fiender
Arternas största naturliga fiender utgörs av jaguar, harpyja och olika boaormar som anakondor (Eunectes). Tretåiga sengångare förlitar sig främst på att de inte blir upptäckta genom sitt kamouflage och sin orörlighet. Blir de trots allt anfallna kan de förvånansvärt snabbt slå till med sina främre extremiteter och de långa klorna kan då orsaka svåra sår.

### Fortplantning
Hos några populationer sker födelsen främst i den torra perioden (mars och april) men för andra populationer finns inga särskilda tider. Parningsberedda honor ropar med höga läten efter hannar. Hannen förblir däremot stum när den närmar sig. Efter parningen lämnar hannen honan som sedan är ansvarig för ungdjurens uppfostring. Dräktigheten varar i cirka 6 månader och sedan föds ett enda ungdjur som i början väger 200 till 250 gram. Sengångare bygger inga bon utan bär hela tiden ungdjuret på buken. Efter ungefär 6 veckor slutar honan att ge di men ungdjuret stannar en tid hos modern. Efter cirka 6 månader lämnar honan ungdjuret helt och är beredd för nästa parning. Under tredje levnadsåret blir ungdjuren könsmogna. En medellivslängd är inte känd.

## Systematik

### Yttre systematik
Tidigare antogs att tretåiga sengångare är nära släkt med tvåtåiga sengångare och de sammanfattades tidvis i en familj som systergrupp till de utdöda marklevande sengångarna. Enligt nyare undersökningar blev det känt att de recenta sengångarna bara liknar varandra i det yttre på grund av konvergent evolution. Tvåtåiga sengångare är närmare släkt med jättesengångare än med tretåiga sengångare. Det antas att dessa grupper skilde sig från varandra för 35 miljoner år sedan. Förvånansvärt nog saknas fossil av de direkta förfäderna till tretåiga sengångarna. Ett kladogram som visar släktskapsförhållanden i underordningen sengångare finns under sengångarnas systematik.

### Inre systematik
Det skiljs mellan 4 arter:

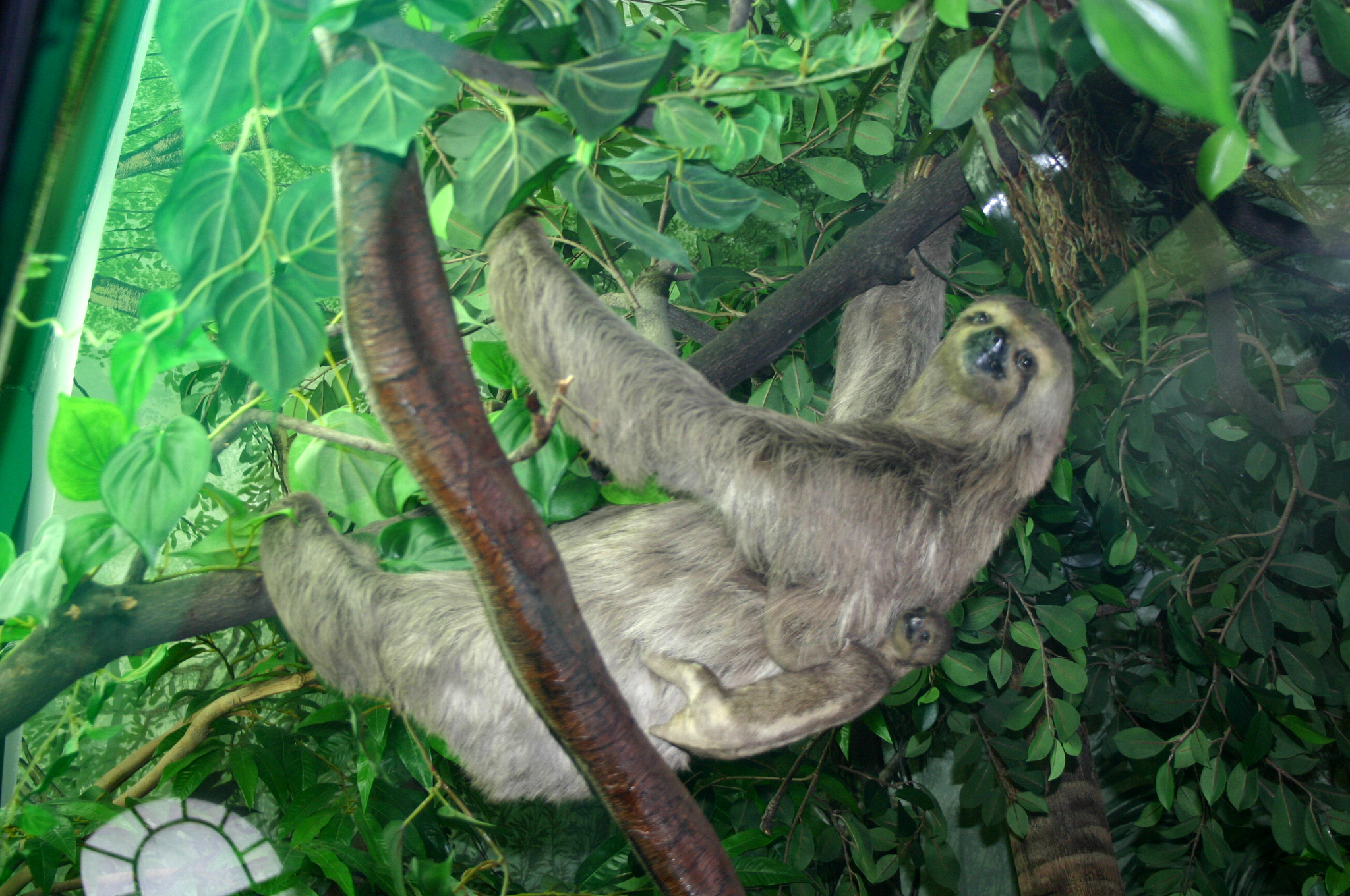
Uppstoppat exemplar av B. tridactylus

- Kragsengångare (Bradypus torquatus), har långa svarta hår i nacken som liknar en man. Lever i sydöstra Brasilien (delstaterna: Bahia, Espírito Santo och Rio de Janeiro) och är utrotningshotad.
- Brunstrupig tretåig sengångare (B. variegatus), finns från Honduras till norra Argentina. Arten saknas i nordöstra Sydamerika. I äldre verk betecknas den även med det vetenskapliga namnet B. infuscatus. Har en vit teckning på pälsen.
- Tretåig sengångare (B. tridactylus), har en vit fläck på främre halsen. Arten lever i Venezuela, Guyana, Surinam, Franska Guyana och norra Brasilien.
- Bradypus pygmaeus, beskrevs så sent som 2001 av Robert Anderson och Charles Handley, är dvärgväxt (se dvärgväxt på öar). Lever bara på den 5 km² stora ön Escudo nordöst om Panama. Populationen minskar och arten listas som akut hotad.

## Tretåiga sengångare och människan

### Historia
Efter att europeiska upptäcktsresande hade hittat dessa djur i regnskogen fick de dåligt rykte. På tyska fick de till exempel namnet Faultiere, "lata djur". Även i vissa indianiska legender beskrivs deras påstådda brist på motivation. Människans syn på sengångare gäller bägge familjer och därför finns en närmare beskrivning av detta ämne i artikeln sengångare. Släktnamnet Bradypus (grekiska: "långsam fot") etablerades av Carl von Linné, som i sina första upplagor av Systema naturae räknade sengångare som primater.

### Hot och status
På grund av sin speciella diet är det svårt att hålla tretåiga sengångare i fångenskap och de flesta djurparker i världen har därför tvåtåiga sengångare. Hittills saknas tillfredsställande studier angående deras hotstatus. Liksom andra djur i regnskogen hotas de av skogsskövlingen och de jagas även. Jakten minskar för närvarande. Arten Bradypus torquatus som lever i sydöstra Brasilien listas av IUCN som starkt hotad (endangered). I levnadsområdet bor många människor och skogen avverkas kontinuerligt. Bradypus pygmaeus listas på grund av det begränsade levnadsområdet som akut hotad. De andra två arterna bedöms för närvarande som livskraftiga.